# Продовження роду
«Продовження роду» (рос. «Продление рода») — радянський художній фільм 1988 року, знятий режисером Ігорем Масленниковим на кіностудії «Ленфільм».

## Сюжет
За книгою Сергія Алексєєва. Неподалік військового аеродрому знаходиться напівзруйнований древній монастир. Група місцевих ентузіастів та столичних реставраторів намагається відновити зруйновану обитель.

## У ролях
- Олена Сафонова — Ольга Бєлогурова
- Ігор Агєєв — головна роль
- Валерій Прийомихов — головна роль
- Костянтин Воробйов — роль другого плану
- Федір Одиноков — Солонкін
- Микола Трофімов — Кислицин
- Володимир Іванчин — Князєв
- Олена Малиновська — туристка
- М. Сергєєва — епізод
- В. Царьова — епізод
- Володимир Виноградов — автомобіліст
- А. Герасимов — епізод
- Б. Іванов-Дольський — епізод
- Аркадій Коваль — епізод
- Мирослав Маліч — князь
- І. Моргунов — епізод
- О. Мусамбеков — епізод
- М. Царьов — епізод
- Андрій Туманін — дзвонар

## Знімальна група
- Режисер — Ігор Масленников
- Сценарист — Володимир Валуцький
- Оператор — Валерій Мюльгаут
- Композитор — Володимир Дашкевич
- Художник — Наталія Кочергіна